# Chaenusa varinervis
Chaenusa varinervis är en stekelart som beskrevs av Zaykov 1986. Chaenusa varinervis ingår i släktet Chaenusa och familjen bracksteklar. Inga underarter finns listade i Catalogue of Life.